# František Polášek (pedagog)
František Polášek (31. března 1848 Brušperk – 24. června 1925 Brušperk) byl český učitel, hudebník, sbormistr a ochotník. Byl významnou postavou českého národního života v regionu.

## Život
Narodil se v Brušperku na moravsko-slezském pomezí. Studoval v Novém Jičíně a Těšíně, následně se stal učitelem. Působil mj. v Místku a v Orlové, stejně tak v rodném Brušperku. V 60. letech 19. století zakládal a vedl ve městě chlapecký pěvecký sbor, roku 1867 se také pod jeho vedením a režií uskutečnilo první ochotnické představení v Brušperku. Přispíval také do regionálních českých periodik.
Roku 1881 dopsal čtvrtou sloku písně Kde domov můj, původně sepsané J. K. Tylem na hudbu Františka Škroupa, pozdější české státní hymny. Stejně tak byl autorem vlastní písně, nazvané Slezská hymna.

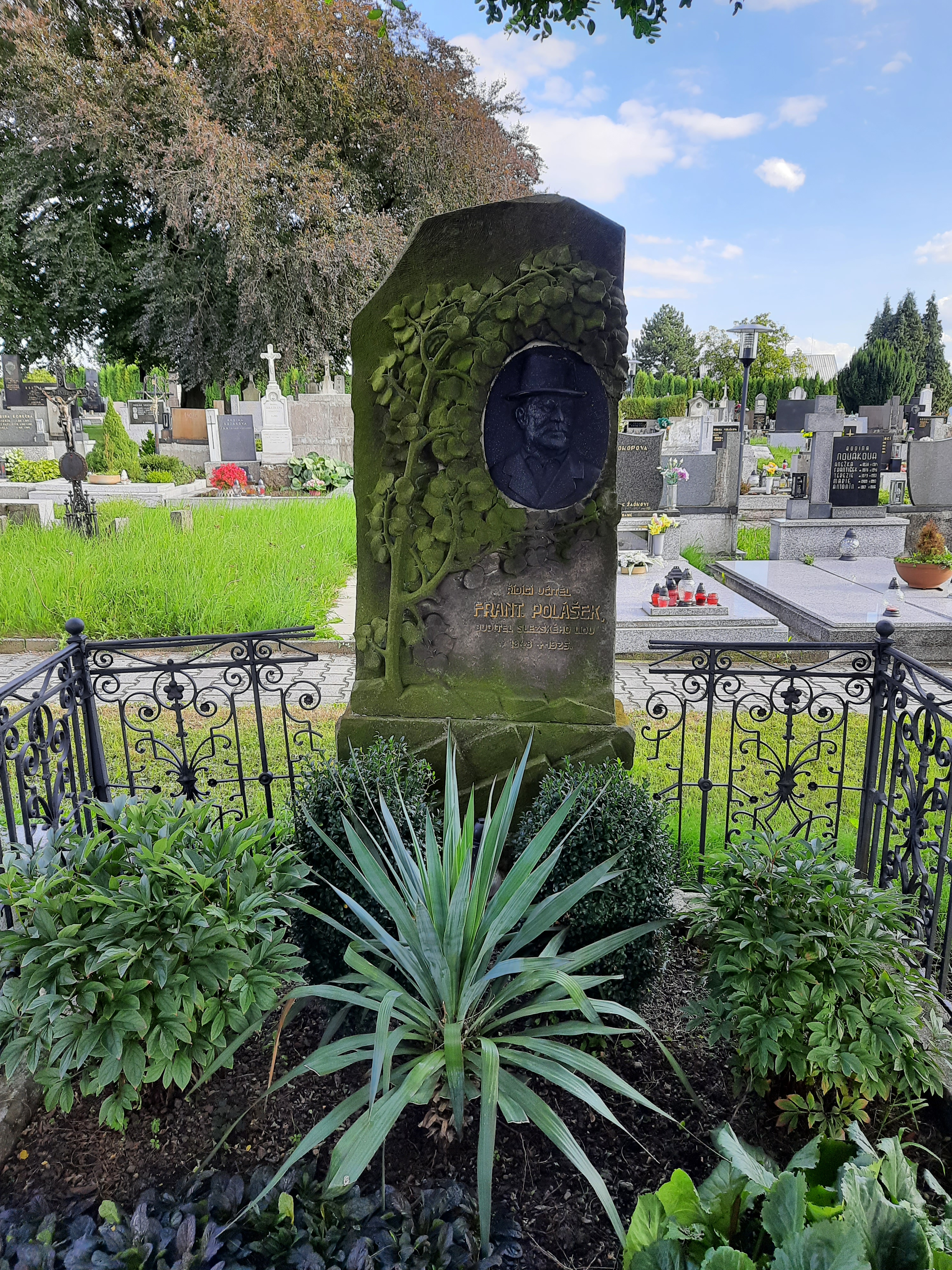
Hrob Františka Poláška na hřbitově v Brušperku

Zemřel 24. června 1925 v Brušperku a byl pohřben na zdejším městském hřbitově.